# Osian Ellis
Osian Gwynn Ellis (CBE; Ffynnongroyw, 8 febbraio 1928 – Pwllheli, 6 gennaio 2021) è stato un arpista e compositore britannico conosciuto come il primo arpista del Melos Ensemble e per la sua associazione musicale con Benjamin Britten.

## Biografia
Osian Ellis nacque a Ffynnongroyw, Flintshire, nel 1928 e trascorse i primi 4 anni della sua vita a Llys Myfr su Llinegr Hill. Studiò alla Royal Academy of Music con Gwendolen Mason, al quale succedette in seguito come professore di arpa dal 1959 al 1989. Entrò alla London Symphony Orchestra nel 1961 e fu "Arpista Principale". È stato inoltre membro del Melos Ensemble ed ha anche formato l'Osian Ellis Harp Ensemble.
La sua registrazione del 1959 dei concerti per arpa di Händel (con Thurston Dart) vinse il Grand Prix du Disque. Nel 1962 il Melos Ensemble con Osian Ellis pubblicò quella che è considerata dal musicologo Paul Loeber la migliore interpretazione in assoluto dell'Introduzione e allegro di Ravel, suonando con Richard Adeney (flauto), Gervase de Peyer (clarinetto), Emanuel Hurwitz e Ivor McMahon (violino), Cecil Aronowitz (viola) e Terence Weil (violoncello). Il disco, pubblicato per l'etichetta L'oiseau-Lyre, OL 50217, includeva anche brani di altri tre compositori francesi: Debussy: Sonata per flauto, viola ed arpa; Albert Roussel: Serenata per flauto, violino, viola, violoncello e arpa; e Guy Ropartz: Prelude, Marine e Chansons per flauto, violino, viola, violoncello e arpa. Partecipò inoltre alla registrazione dell'ensemble della cantata Leopardi Fragments di Peter Maxwell Davies.
Ellis è stato nominato Commendatore dell'Ordine dell'Impero Britannico nel 1971. È presidente onorario del Wales International Harp Festival.

## Influenza su altri musicisti
Concerti furono scritti appositamente per lui da Alun Hoddinott (per il Cheltenham Festival nel 1957), William Mathias (per il Llandaff Festival del 1970), Jorgen Jersild (1972), William Alwyn (1979) e Robin Holloway (1985).
Ellis è particolarmente noto per la sua associazione musicale con Benjamin Britten, con il quale collaborò ampiamente. Britten ha scritto la parte di arpa in molti dei suoi pezzi principali pensando a Ellis, in particolare Sogno di una notte di mezz'estate, War Requiem e Church Parables. Britten ha anche scritto la sua Harp Suite (Op. 83) per Ellis (1969). Ellis appare in molte prime registrazioni di brani di Britten, spesso con Britten stesso alla direzione. In seguito Britten si ritirò dall'accompagnare il suo compagno, il tenore Peter Pears al pianoforte. Ellis è stato uno degli artisti che hanno accompagnato Pears e Britten ha scritto pezzi per Pears ed Ellis, tra cui Canticle V: The Death of St Narcissus e A Birthday Hansel.

## Composizioni e scritti
Le sue composizioni hanno attinto alla sua eredità gallese, comprese le ambientazioni di canti popolari gallesi per tenore e arpa e le ambientazioni di poesie medievali gallesi a metrica stretta. Diversions for two harps include un'ambientazione cerdd dant di una poesia di Dylan Thomas.
I suoi scritti comprendono The Story of the Harp in Wales (1991) ISBN 0-7083-1104-0 (una revisione di una precedente pubblicazione in gallese), che traccia lo sviluppo dell'arpa e discute alcuni famosi arpisti.